# 通山愛里
通山 愛里（とおりやま あいり、1989年6月16日 - ）は、日本の元女優、元歌手。血液型A型。
宮崎県出身。所属はソニー・ミュージックエンタテインメントを経てキャストコーポレーションだった。
スリーサイズは、B 83cm W 60cm H 84cm。

## 経歴
- 2003年：クラリオンガールグランプリを受賞、芸能界デビュー。
- 2004年：シングルリリース。
- 2005年：映画『鳶がクルリと』に、哀川翔の娘役として出演。
- 2006年：映画『タイヨウのうた』で、主人公の親友役を演じる。

『タイヨウのうた』で共演したYUIとは、所属レコード会社が同じだった。

## ディスコグラフィー

### シングル
- pink feat. mc A&T/taboo（2004年）

## 出演

### 映画
- 鳶がクルリと（2005年） - 高松ツミ 役
- タイヨウのうた（2006年） - 松前美咲 役
- Dear Friends（2007年） - ヒロコ 役
- 学校の階段（2007年） - 九重ゆうこ 役
- 僕の初恋をキミに捧ぐ（2009年）

### テレビドラマ
- 雨と夢のあとに 第2話（2005年、テレビ朝日）- 石田百合子 役
- 神楽坂署生活安全課1 - 5（2005年 - 2008年、テレビ東京）- 高岡洋子 役
- auミニッツストーリー（2005年）
- 潜入刑事 らんぼう2（2007年、日本テレビ）- シスターの少女 役
- 悪夢のエレベーター（2007年3月27日、フジテレビ） - カオル 役
- 愛の劇場 マイフェアボーイ（2007年、TBS - 中川ルミ 役
- 正しい王子のつくり方（2008年、テレビ東京）- 越野岬 役
- スキップ!〜商店街が生んだアイドル〜（2009年9月11日、NHK山形）- 立花沙里 役

### 舞台
- 幽霊はここにいる（2006年）
- Tower of Sugar（2009年）